# Elena Gómez Servera

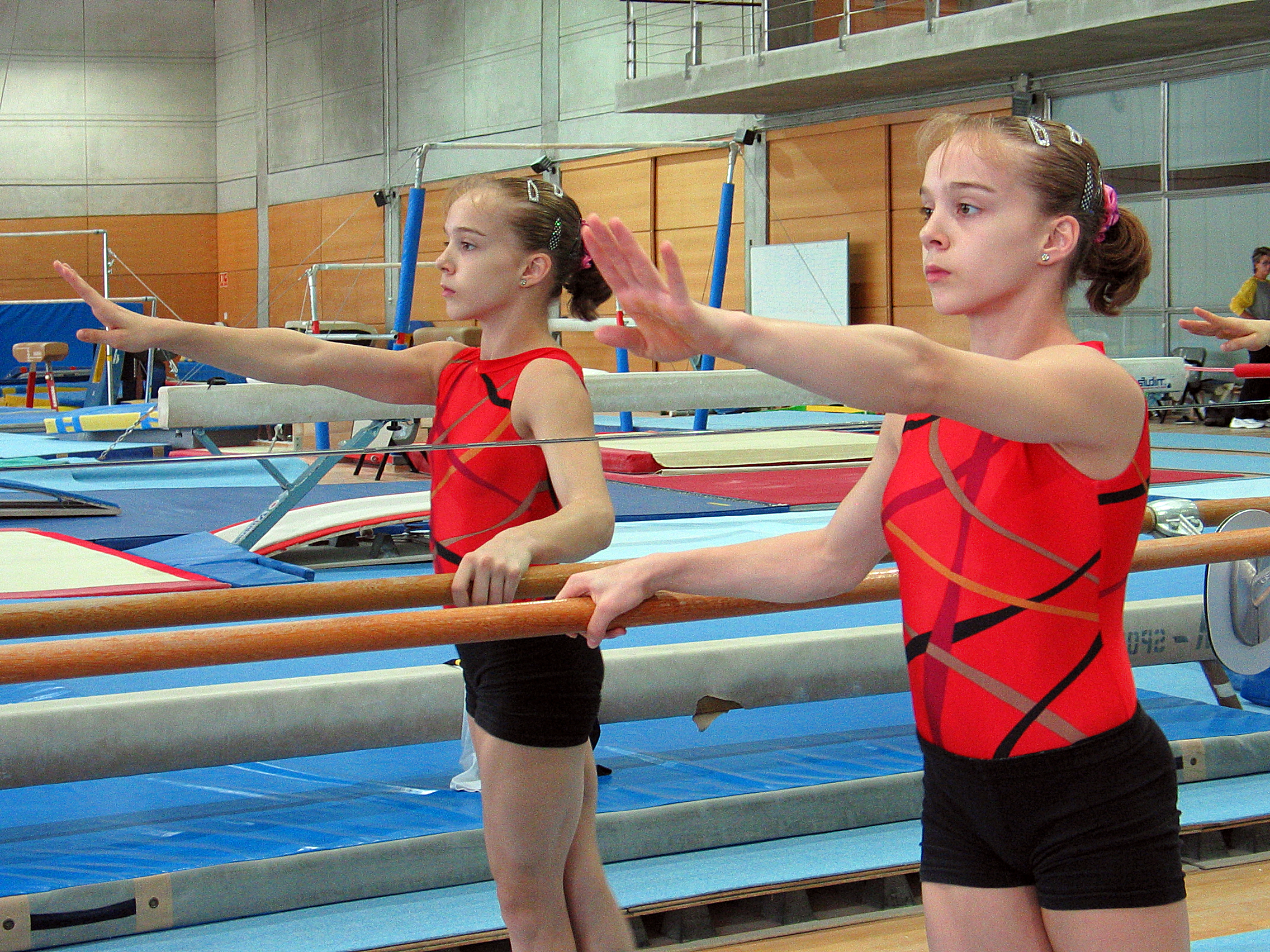
Elena en el CAR (2003).

Elena Gómez Servera (Manacor, Baleares, 14 de noviembre de 1985) es una gimnasta española que compitió en la disciplina de gimnasia artística. Fue 8.ª en la final individual y 5.ª por equipos en los Juegos Olímpicos de Atenas 2004. Es la única gimnasta artística española que ha sido campeona del mundo, al lograr el título mundial de suelo en el Campeonato Mundial de Debrecen (2002). Posee un total de 11 medallas en competiciones internacionales oficiales, siendo la gimnasta artística española femenina que más tiene. Tiene además 3 títulos de campeona de España sénior (2002, 2003 y 2004). Da nombre a un elemento del código de gimnasia artística, el Gómez, que consiste en un giro cuádruple en suelo.

## Biografía deportiva

### Etapa en la selección nacional

#### 1999 - 2004: título mundial de suelo, medallas internacionales y JJ.OO de Atenas
A los 13 años, en 1999, se trasladó a Madrid para entrenar en el Centro de Alto Rendimiento con el equipo nacional. Sus entrenadores en la selección fueron Jesús ''Fillo'' Carballo, Lucía Guisado, Almudena San José y Eva Rueda, teniendo como coreógrafa a Fuensanta Ros. Su mayor logro fue en 2002, a los 17 años recién cumplidos, cuando se proclamó campeona del mundo de gimnasia artística en la modalidad de suelo en el Campeonato Mundial de Gimnasia Artística de 2002, disputado en Debrecen (Hungría). Elena se convirtió así en la primera y hasta la fecha única española que ha conquistado un título mundial en gimnasia artística. Los éxitos continuaron en los años posteriores. En 2003 fue bronce en suelo en el Mundial de Anaheim. Para 2004 se proclamó subcampeona de Europa en suelo en el Europeo de Ámsterdam. En los Juegos Olímpicos de Atenas 2004 un pequeño fallo le apartó de disputar la final olímpica de suelo. No obstante logró terminar 8.ª en la final individual, obteniendo el diploma olímpico. En la competición por equipos de los Juegos fue 5.ª, logrando así un nuevo diploma. El equipo español estaba integrado en estos Juegos por Elena, Laura Campos, Tania Gener, Mónica Mesalles, Patricia Moreno y Sara Moro.

#### 2005 - 2006: problemas físicos y retirada
Tras los Juegos de Atenas varios problemas físicos graves le impidieron volver competir, entre ellos una lesión crónica de pubis. El 10 de enero de 2006, Elena Gómez anunció su retirada oficial al no poder superarlos.

### Retirada de la gimnasia
A partir de 2007 presentó el programa de televisión deportivo Esport divertit junto al nadador Xavi Torres en la cadena autonómica balear IB3. Actualmente está trabajando como directora deportiva y entrenadora en su club de gimnasia artística que lleva su nombre en Manacor.

## Equipamientos
| Período      | Proveedor  |
| ------------ | ---------- |
| 1999 - 2000  | Arena      |
| 2001 - 2006  | Li-Ning    |
| 2004 (JJ.OO) | John Smith |

## Palmarés deportivo
- 17.ª en el Mundial de Gante de 2001, 4.ª por equipos, 6.ª en barra de equilibrios, 5.ª en suelo y 7.ª en asimétricas.
- Oro en el Campeonato del Mundo 2002, en suelo, en Debrecen (Hungría).
- Plata en barra de equilibrio y suelo en la Copa del Mundo de Cottbus 2002.
- 5.ª plaza individual, 6.ª en salto, 8.ª en asimétricas, 5.ª en barra y 4.ª en suelo en el Europeo de Patras (Grecia) en el 2002.
- Ganadora del Torneo Ocho Naciones de Gimnasia de 2003.
- Bronce en los Campeonatos del Mundo 2003 de Ahanhein (USA) en suelo.
- Oro en la Copa del Mundo 2003 en París-Bercy en suelo, y 7.ª en la barra de equilibrio.
- Plata en suelo en la Copa del Mundo de Cottbus en 2003, y bronce en asimétricas y barra de equilibrio.
- Europeo de Ámsterdam 2004: 4.ª clasificada en la final individual. Plata en suelo.
- Dos diplomas olímpicos: 8.ª clasificada en la final individual y 5.º puesto por equipos en los Juegos Olímpicos de Atenas 2004 .
- Campeona de España en 6 ocasiones.

## Premios, reconocimientos y distinciones
- Premio Ramon Llull del Gobierno de las Islas Baleares (2003)
- Medalla de Oro del Consejo Insular de Mallorca (2006)
- Medalla de Plata de la Real Orden del Mérito Deportivo, otorgada por el Consejo Superior de Deportes (2006)[5]
- Medalla al Mérito Gimnástico, otorgada por la Real Federación Española de Gimnasia (2006)[6]

## Galería

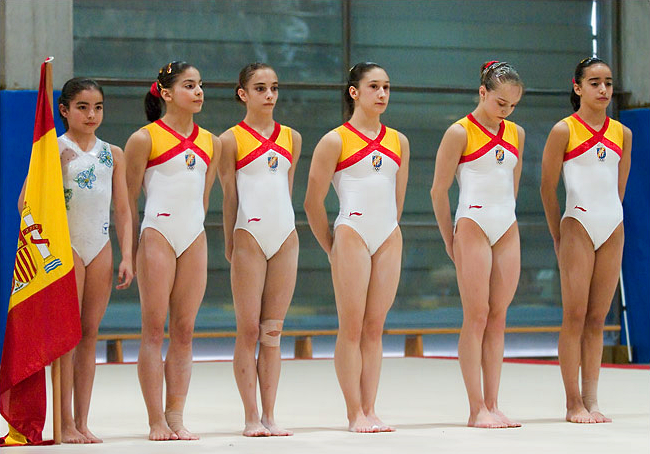
Elena (2ª a la derecha) con el equipo español de gimnasia artística en el encuentro España - Holanda en Madrid (2004).
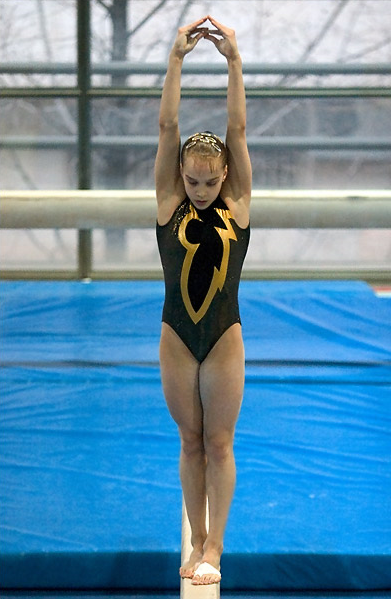
Elena sobre la barra de equilibrio en un entrenamiento en el CAR de Madrid (2004).

## Filmografía

### Programas de televisión
| Programas de televisión | Programas de televisión | Programas de televisión | Programas de televisión   |
| Año                     | Título                  | Cadena                  | Notas                     |
| ----------------------- | ----------------------- | ----------------------- | ------------------------- |
| 2001                    | Escuela del deporte     | La 2 de TVE             | Entrevistada en reportaje |

### Publicidad
- Vídeo promocional de la RFEG titulado «El sueño de volar» (imágenes de archivo), dirigido por Carlos Agulló (2015).[7]